# Курнанел
Курнанел (фр. Cournanel) насеље је и општина у јужној Француској у региону Лангдок-Русијон, у департману Од која припада префектури Лиму.
По подацима из 2011. године у општини је живело 666 становника, а густина насељености је износила 105,05 становника/km². Општина се простире на површини од 6,34 km². Налази се на средњој надморској висини од 260 метара (максималној 482 m, а минималној 174 m).

## Демографија
| 1962. | 1968. | 1975. | 1982. | 1990. | 1999. | 2011. |
| ----- | ----- | ----- | ----- | ----- | ----- | ----- |
| 211   | 246   | 279   | 344   | 502   | 524   | 666   |

График промене броја становника у току последњих година